# Red vial de Cundinamarca
En el departamento de Cundinamarca se clasifican las vías en tres categorías según su administración, función y ubicación. El departamento posee cerca de 21,572 km de vías, de las cuales solamente se encuentran pavimentados 2,831 km.

## Red Nacional
La red nacional o de primer orden la componen las vías a cargo del gobierno colombiano, administradas por el mismo a través del INVÍAS o en concesión con privados a través de la ANI. En el departamento de Cundinamarca 3,057 km de vías son de este tipo, 816 km de ellos están pavimentados.

### Ruta Nacional 40
| Tramo | Variantes                                                                       | Ramales                                |
| --- | ------------------------------------------------------------------------------- | -------------------------------------- |
| Flandes (Tolima) - Girardot - Ricaurte - Nilo - Fusagasugá - Silvania - Granada - Sibaté - Soacha - Bogotá | Variante de Fusagasugá Carmen de Apicalá (Tolima) - Ricaurte Variante de Melgar | Vía Mondoñedo Soacha - Bogotá          |
| Bogotá - Chipaque - Cáqueza - Quetame - Guayabetal - Villavicencio (Meta)                                  | Paso por Chipaque Paso por Cáqueza                                              | Vía Antigua al llano Bogotá - Chipaque |
| Bogotá - Choachí - Ubaque                                                                                  | -                                                                               | -                                      |

### Ruta Nacional 45
| Tramo                                                                               | Variantes                                          | Ramales |
| ----------------------------------------------------------------------------------- | -------------------------------------------------- | ------- |
| 4508 Girardot - 40TL06 - Nariño - Guataquí - Beltrán - Cambao (San Juan de Rioseco) | -                                                  | -       |
| 4509 Cambao (San Juan de Rioseco) - Chaguaní -                                      | -                                                  | -       |
| La Dorada (Caldas)- Puerto Salgar - - Puerto Boyacá (Boyacá)                        | 45CLB Variante Puerto Salgar Variante Puerto Libre | -       |

### Ruta Nacional 45A
| Tramo                                                                            | Variantes                                                                            | Ramales |
| -------------------------------------------------------------------------------- | ------------------------------------------------------------------------------------ | ------- |
| Bogotá - Chía - Cajicá - Zipaquirá - Cogua - Nemocón - Tausa - Sutatausa - Ubaté | Variante de Cajicá Variante de Zipaquirá B Variante de Ubaté Variante de Zipaquirá D | -       |
| Ubaté - Fúquene - Susa - Simijaca - Chiquinquirá (Boyacá)                        | -                                                                                    | -       |

### Ruta Nacional 50
| Tramo | Variantes       | Ramales                                                   |
| --- | --------------- | --------------------------------------------------------- |
| Honda (Tolima) - Puerto Bogotá (Guaduas) - - Guaduas - Villeta - Nimaima - Nocaima - La Vega - San Francisco - Facatativá - El Rosal - Puente de Piedra (Madrid) - Tenjo - Cota - Bogotá | -               | -                                                         |
| Facatativá - Madrid - Mosquera - Funza - Bogotá | Variante Madrid | -                                                         |
| - Puerto Salgar - Dindal (Caparrapí) - Guaduas | -               | -                                                         |
| Bogotá - La Calera - Guasca | -               | Zipaquirá - Briceño 50CN01-1 Caparrapí - Briceño - Guasca |

### Ruta Nacional 55
| Tramo | Variantes                                       | Ramales                        |
| --- | ----------------------------------------------- | ------------------------------ |
| Bogotá - Chía - Briceño (Sopó) - Tocancipá - Gachancipá - Sesquilé - Suesca - Chocontá - Villapinzón - Ventaquemada (Boyacá) | Variante de Tocancipá 55CND Variante de Briceño | Zipaquirá - Briceño El Sisga - |

### Ruta Nacional 56
| Tramo                                                            | Variantes | Ramales |
| ---------------------------------------------------------------- | --------- | ------- |
| 5604 Yacopí - La Palma                                           | -         | -       |
| 5607 Chocontá - - Machetá - Manta - Tibirita - Guateque (Boyacá) | -         | -       |

### Ruta Nacional 65
| Tramo                                                  | Variantes | Ramales |
| ------------------------------------------------------ | --------- | ------- |
| Cumaral (Meta) - Paratebueno - Barranca de Upía (Meta) | -         | -       |

## Red Departamental
La red departamental o de segundo orden la componen las vías a cargo del gobierno de Cundinamarca, administradas por el mismo a través del ICCU o en concesión. En el departamento 6,937 km de vías son de este tipo, 2,015 km de ellos están pavimentados.

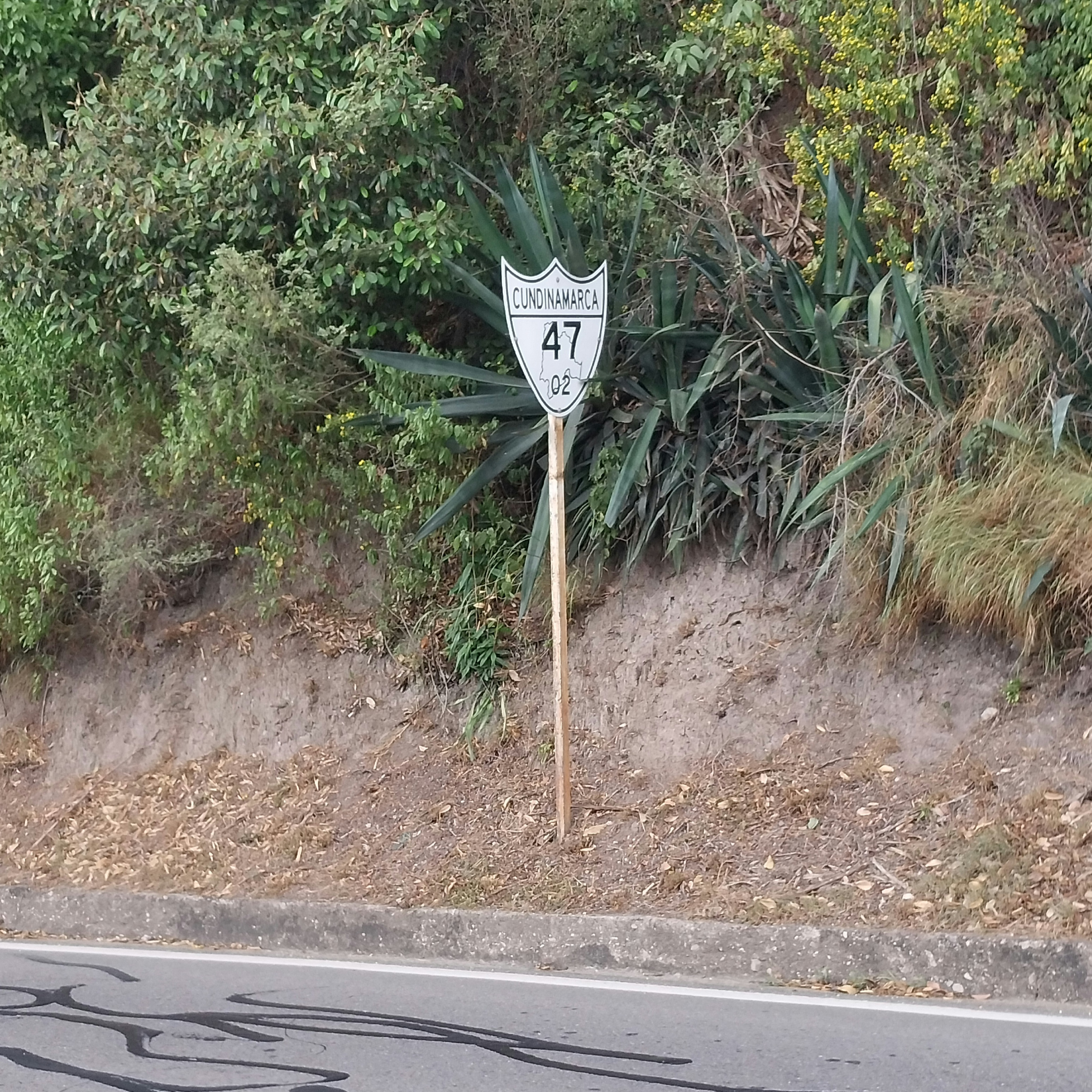
Señal con el identificador "CUNDINAMARCA 4702" a la altura del casco urbano de Apulo.

### CUN02 - Troncal Norte
| Recorrido                                                                |
| ------------------------------------------------------------------------ |
| Puerto Rojo (Guaduas) - Yacopí - Topaipí - Pasuncha (Pacho) - Villagómez |
| La María (Paime) - Paime - San Cayetano - Chital (San Cayetano)          |
| Chital (San Cayetano) - Carmen de Carupa - Susa - Fúquene - Capellanía   |
| Capellanía - Guachetá                                                    |
| Lenguazaque - Villapinzón                                                |

### CUN03 - Troncal de Almeidas
| Recorrido                                                 |
| --------------------------------------------------------- |
| Villapinzón - Tibirita - El Salitre (Tibirita)            |
| El Salitre (Tibirita) - Manta - Gachetá - Ubalá - Gachalá |

### CUN04 - Troncal del Sumapaz
| Recorrido                                                                                         |
| ------------------------------------------------------------------------------------------------- |
| Chusacá (Soacha) - Sibaté - La Aguadita (Silvania) - Fusagasugá                                   |
| Fusagasugá - Arbeláez - La Ye (San Bernardo) - Pandi - Venecia - Cabrera - Paquiló (San Bernardo) |

### CUN06 - Troncal de la Sabana
| Recorrido                                               |
| ------------------------------------------------------- |
| Siberia (Cota) - Tenjo - Tabio - Subachoque - Zipaquirá |
| Zipaquirá - Nemocón                                     |

### CUN07 - Troncal del Oriente
| Recorrido                                                           |
| ------------------------------------------------------------------- |
| La Calera - Mundo Nuevo (La Calera) - C hoachí                      |
| Ubaque - Chipaque                                                   |
| Chipaque                                                            |
| Carazá (Chipaque) - Une - Bateas (Cáqueza) - Fosca - Puente Quetame |

### CUN08 - Troncal de Teusacá
| Recorrido                                                                     |
| ----------------------------------------------------------------------------- |
| Nemocón - Suesca - La Playa                                                   |
| La Playa - Sesquilé - Guatavita - Cuatro Esquinas (Guasca) - Gratamira (Sopó) |
| Sopó - La Cabaña (La Calera)                                                  |

### CUN10 - Troncal del Guavio
| Recorrido |
| --- |
| Guasca - Potreritos (Guatavita) - Sueva (Junín) - Gachetá - Gama - Gachalá - Mámbita - San Pedro de Jagua (Mámbita) |

### CUN11 - Troncal del Llano
| Recorrido                                                                           |
| ----------------------------------------------------------------------------------- |
| El Cruce (Paratebueno) - Medina - San Pedro de Jagua (Mámbita) - Maya (Paratebueno) |

### CUN12 - Troncal Cafetera
| Recorrido |
| --- |
| Fusagasugá - Silvania - Tibacuy - San Gabriel (Viotá) - La Victoria (El Colegio) - El Pin (San Antonio del Tequendama)                                                                                         |
| Bellavista (San Antonio del Tequendama) - San Antonio del Tequendama - Tena - La Helena (La Mesa) - Puerto Lleras (Zipacón) - Cachipay - Anolaima - El Trigo (Guayabal de Síquima) - Albán - Chuguacal (Albán) |
| Sasaima - L a Vega |
| Alto de Minas (San Francisco) - San Francisco - Supatá - Pacho |

### CUN13 - Troncal de Rionegro
| Recorrido                                          |
| -------------------------------------------------- |
| La Palma - Guanacas (El Peñón) - Pacho - Zipaquirá |

### CUN14 - Troncal de Paime
| Recorrido                                                   |
| ----------------------------------------------------------- |
| Puente Capitán (Pacho) - Villagomez - Río Guaquimay (Paime) |

### CUN15 - Troncal de San Cayetano
| Recorrido                                                                                     |
| --------------------------------------------------------------------------------------------- |
| Zipaquirá - Cogua - Neusa (Tausa) - El Chital (San Cayetano) - Paime - Cuatro Caminos (Paime) |

### CUN16 - Troncal del Carbón
| Recorrido                                                                      |
| ------------------------------------------------------------------------------ |
| Nemocón - Tierranegra (Tausa)                                                  |
| Tierranegra (Tausa) - Boquerón (Sutatausa) - Cucunubá - Lenguazaque - Guachetá |

### CUN20 - Troncal del Tequendama
| Recorrido |
| --- |
| Chuzacá (Sibaté) - Charquito (Soacha) - Pradilla (San Antonio del Tequendama) - El Colegio - La Paz (Anapoima) - Viotá - El Portillo (Apulo) |

### CUN21 - Troncal del Magdalena
Recorre las provincias de Sabana Centro, Sabana Occidente, Soacha, Tequendama y Alto Magdalena. En los identificadores viales y puntos de referencia, su código es CUNDINAMARCA 4702 y 4702 respectivamente. El tramo entre Chía y Mosquera tiene el código CUNDINAMARCA 4703.
| Recorrido                                                                                            |
| --- |
| Chía - Cota - Siberia (Cota)                                                                         |
| Siberia (Cota) - Funza - Mosquera                                                                    |
| Mosquera - Mondoñedo (Bojacá) - La Gran Vía (Tena) - La Mesa - Anapoima - Apulo - Tocaima - Girardot |

### CUN22 - Troncal Panamericana
| Recorrido |
| --- |
| Cambao (San Juan de Rioseco) - Vianí - Bituima - Guayabal de Síquima - Chuguacal (Albán) - Sasaima - Villeta |

## Red municipal
La red municipal o de tercer orden la componen las vías a cargo de los varios gobiernos locales de los municipios, administradas por las alcaldías de cada uno. En el departamento 11,578 km de vías son de este tipo, ninguno de ellos pavimentados.
- Datos: Q109424127